# Municipio de Artemisa
Municipio de Artemisa är en kommun i Kuba.   Den ligger i provinsen Artemisa, i den västra delen av landet, 50 km sydväst om huvudstaden Havanna. Antalet invånare är 81 209. Arean är 690 kvadratkilometer.
Terrängen i Municipio de Artemisa är huvudsakligen platt, men västerut är den kuperad.